# Psautier de Corbie
Pour les articles homonymes, voir Corbie (homonymie).
Le Psautier de Corbie est un livre manuscrit et enluminé réalisé au début du IXe siècle à l'abbaye de Corbie. Ce psautier est décoré de lettrines ornées et historiées dans le style de l'enluminure carolingienne. Le manuscrit est conservé à la Bibliothèque Louis Aragon d'Amiens (Ms.18).

## Historique
Le manuscrit a été exécuté au début du IXe siècle au sein du scriptorium de l'abbaye de Corbie, l'un des plus influents et des plus productifs de la Renaissance carolingienne. Il est mentionné dans l'inventaire de la bibliothèque de l'abbaye au XIe siècle. À la Révolution française, cette bibliothèque fut dispersée et la majeure partie fut transférée à Amiens où elle constitue depuis une partie du fonds patrimonial de la bibliothèque Louis Aragon.

## Description
Le livre contient le recueil en latin des 150 psaumes dans leur version gallicane, le psaume surnuméraire 151, ainsi que des cantiques, le symbole d'Athanase et enfin des litanies. 
Le manuscrit est l'un des plus densément illustrés avec 156 lettrines ornées ou historiées situées à chaque début de psaume et cantique du livre. Ces lettrines représentent aussi bien des animaux que des figures humaines tirées de la bible mais aussi des religieux. Les premières lettrines sont peintes de couleurs vert, violet ou jaune. À partir du folio 108, elles sont simplement dessinées au trait, sans couleur.
L'ouvrage n'était pas destiné à la liturgie mais à la lecture personnelle et notamment la Lectio divina. Chaque lettrine doit représenter l'état d'esprit de la personne lisant le psaume. À plusieurs reprises, l'illustrateur a personnifié le lecteur dans sa relation au texte. La lettrine se devait d'aider le lecteur à visualiser Dieu comme l'auteur du texte.

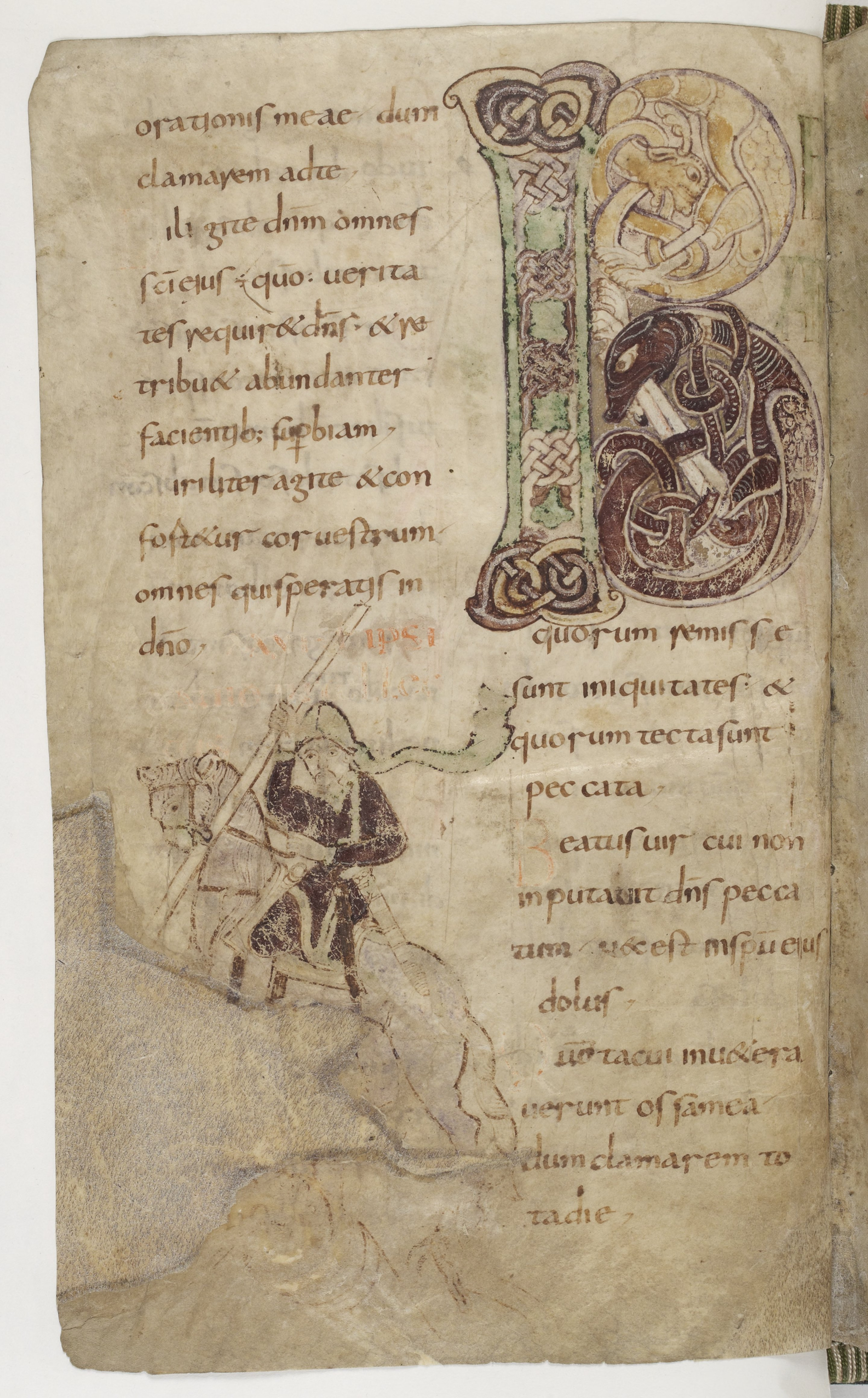
Folio 26v
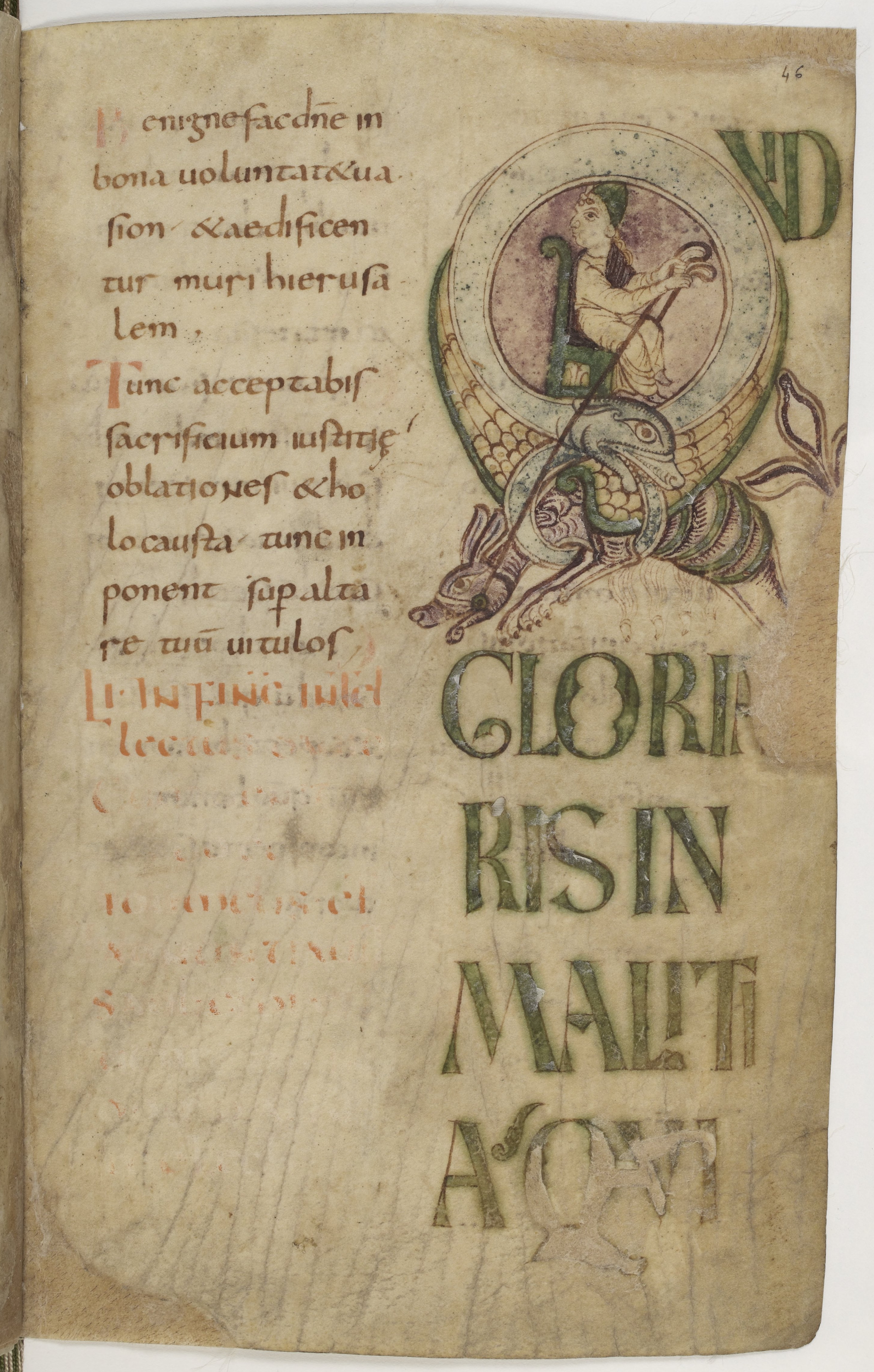
Folio 46r
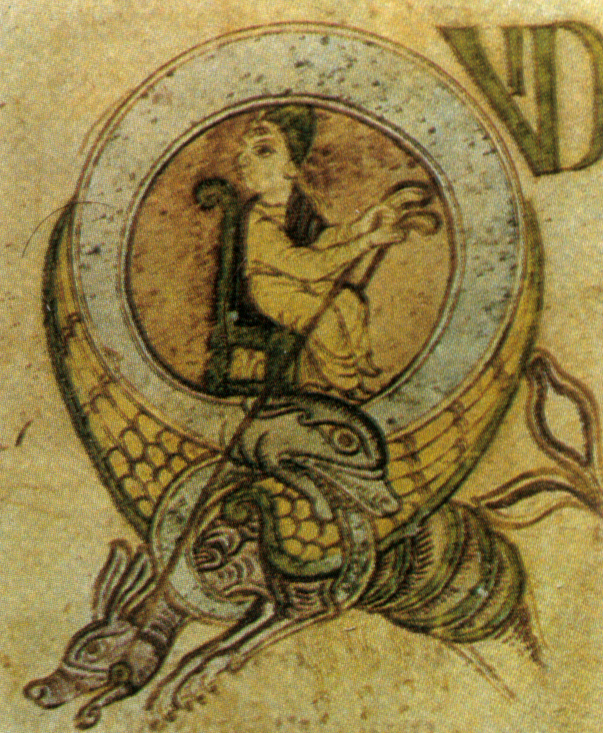
18 f. 46 recto.

## Pour approfondir